# Rose Aboaja
Rose Aboaje, née le 28 décembre 1978, est une athlète nigériane.

## Carrière
Aux Championnats d'Afrique d'athlétisme 1998 à Dakar, Rose Aboaje est médaillée d'or du relais 4 x 100 mètres, médaillée d'argent du 200 mètres et médaillée de bronze du 100 mètres. 